# Tilloy-lez-Marchiennes
Tilloy-lez-Marchiennes è un comune francese di 558 abitanti situato nel dipartimento del Nord nella regione dell'Alta Francia.

## Società

### Evoluzione demografica
Abitanti censiti